# 赤坂和幸
赤坂 和幸（あかさか かずゆき、1989年9月4日 - ）は、神奈川県横浜市神奈川区出身の元プロ野球選手（外野手、一塁手）。

## 来歴・人物

### プロ入り前
小学校時代は、三ツ沢リトルに所属。横浜市立神奈川中学校時代は、東京青山シニアに所属し、元中日投手の宮下昌己、元巨人外野手の前田隆の指導を受けていた。
浦和学院高時代は、投手ながらも高校通算58本のホームランを放ったスラッガーであった。
高校2年の5月、練習中に負傷した右ひざに雑菌が入り化膿、高熱が続き1か月間練習出来ない状態に陥る。医師からは大会には間に合わないと通告され、一時は右足切断のおそれもあったが、驚異的な回復力で埼玉大会までに復帰し、チームを優勝に導いた。第88回全国高等学校野球選手権大会では調整不足ながらも141km/hをマーク。5番打者で出場し、1回戦の金沢戦において、試合には敗れたものの2ランホームランを放った。
高校3年の夏にも、浦和学院高において20年ぶりの2年連続夏の甲子園出場の立役者となり、第89回全国高等学校野球選手権大会ではフォームを変えて登板した。その際にも142km/hを記録しており、コンスタントに140km/hを出したが、試合は初戦となる2回戦の前橋商（群馬）戦において1-2で敗れた。
その後、高校生ドラフトで中日ドラゴンズから1位指名を受ける（中日にとっては佐藤由規、岩嵜翔の2選手を外した上での1位である）。中日は野手としてではなく投手として育てる意向を示した。

### プロ入り後

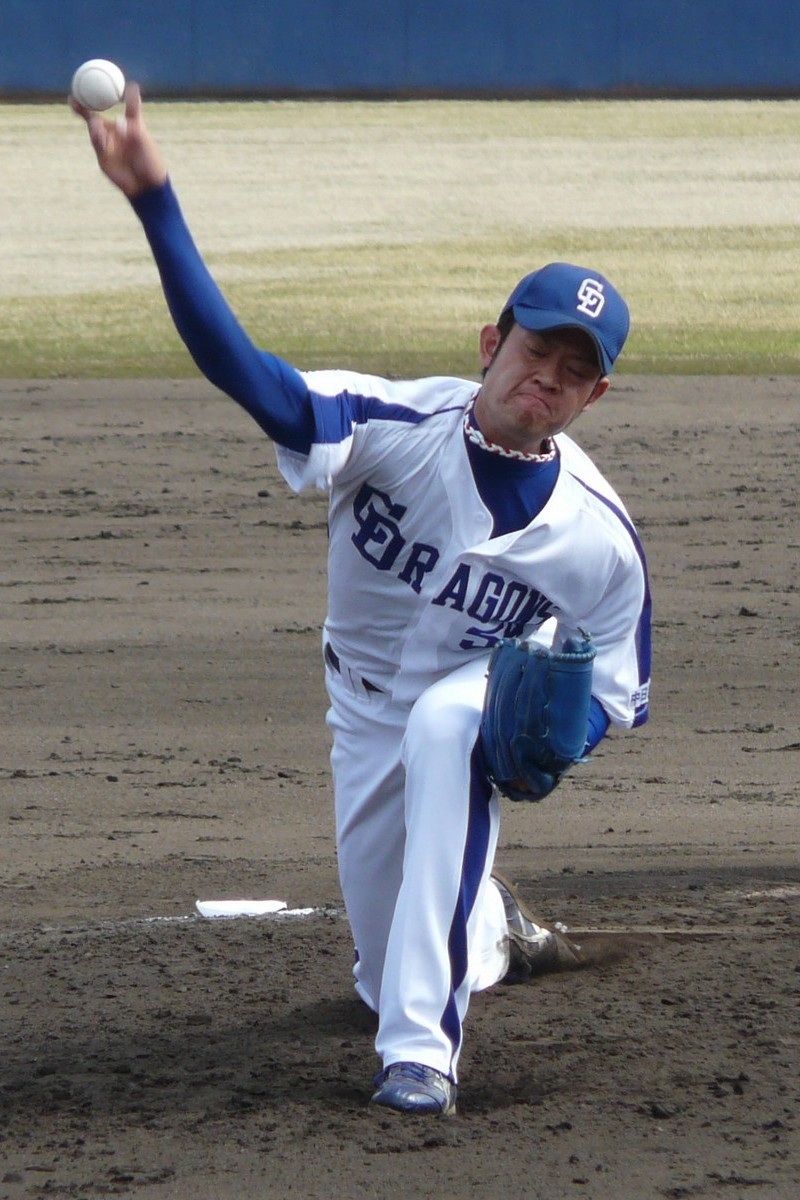
投手時代

2008年には、チームの新人選手で最も早く5月31日に出場選手登録を果たすと、翌6月1日には、高校生活を過ごした埼玉県の西武ドームで催された対埼玉西武ライオンズ戦で一軍公式戦初登板を果たした。高校から直接中日へ入団した投手が、入団1年目に一軍公式戦へ登板した事例は、同県出身の中里篤史（2001年）以来7年振りであった。チーム事情で6月6日に登録を抹消されてからは一軍から遠ざかったが、ウエスタン・リーグ公式戦では5勝7敗1セーブという成績を残した。
2010年までは投手としてプレーを続けたが、2009年以降は一軍公式戦への登板機会はなく、ウエスタン・リーグ公式戦でも成績が伸び悩んだ。2010年のシーズン終了後に外野手へ転向。これを機に、支配下選手契約から育成選手契約へ移行したため、背番号も204へ変更した。
2014年には、7月13日付で支配下登録選手へ復帰。背番号も73に変更したが、野手としての一軍公式戦デビューにまで至らなかった。
2015年には、背番号を69に変更した。7月11日の対広島東洋カープ戦（ナゴヤドーム）には、自身7年振り、野手としては初めて一軍公式戦へ出場。投手時代には一軍公式戦で打席に立てなかったが、6回裏に八木智哉の代打として初打席を迎えると、初安打と初得点を記録した。さらに、チームがこの試合に勝利したことから、試合後には初めてのヒーローインタビューも経験した。以降の公式戦でも、主に代打要員として勝負強さを発揮。一軍公式戦全体では、35試合の出場で、打率.326（43打数14安打）、8打点を記録した。この成績を背景に、シーズン終了後の契約交渉では、推定年俸1,300万円（前年から860万円増）という条件で契約を更改した。
2016年には、投手時代を含めても初めての開幕一軍入りを果たした。しかし、春先から腰痛や左脇腹痛に見舞われた影響で、早々に出場選手登録を抹消。一軍への復帰を見越して参加した8月26日の試合前練習では、誤ってボールを踏んだため、左足首を骨折した。一軍公式戦全体では、7試合に出場。10打席に立ったが、安打を1本も放てなかったため、シーズン終了後の契約交渉では推定年俸1,000万円（前年から300万円減）という条件で契約を更改した。
2017年には、一軍公式戦への出場機会がないまま、八木などと共に10月3日に球団から戦力外通告を受けた。通告当初はNPB他球団での現役続行を希望していたため、11月15日には野手として12球団合同トライアウト（MAZDA Zoom-Zoom スタジアム広島）に参加。シートバッティング形式で4人の投手と対戦したところ、4打数1安打という結果を残したが、他球団から獲得のオファーを受けるまでに至らなかった。後に、中日球団からスタッフとして契約することを打診されたため、現役を引退。12月2日付で、NPBから自由契約選手として公示された。

### 現役引退後
中日球団の職員として、チームの広報業務を担当。新人広報として臨んだ2018年の春季キャンプでは、福岡ソフトバンクホークスから移籍した松坂大輔の練習やサイン会にすべて帯同したため、松坂の専属広報でないにもかかわらず（苗字と同じ地名の東京都港区赤坂の再開発複合施設の名称にちなんで）「サカス」と呼ばれるほど松坂から全幅の信頼を置かれた。

## 選手としての特徴
外野手転向後はパンチ力と粘り強さを兼ね備えた打撃を魅力としている。

## 詳細情報

### 年度別投手成績
| 年 度    | 球 団    | 登 板 | 先 発 | 完 投 | 完 封 | 無 四 球 | 勝 利 | 敗 戦 | セ 丨 ブ | ホ 丨 ル ド | 勝 率 | 打 者 | 投 球 回 | 被 安 打 | 被 本 塁 打 | 与 四 球 | 敬 遠 | 与 死 球 | 奪 三 振 | 暴 投 | ボ 丨 ク | 失 点 | 自 責 点 | 防 御 率 | W H I P |
| -------- | -------- | ----- | ----- | ----- | ----- | -------- | ----- | ----- | -------- | ----------- | ----- | ----- | -------- | -------- | ----------- | -------- | ----- | -------- | -------- | ----- | -------- | ----- | -------- | -------- | ------- |
| 2008     | 中日     | 1     | 0     | 0     | 0     | 0        | 0     | 0     | 0        | 0           | ----  | 4     | 1.0      | 0        | 0           | 1        | 0     | 0        | 0        | 0     | 0        | 0     | 0        | 0.00     | 1.00    |
| NPB：1年 | NPB：1年 | 1     | 0     | 0     | 0     | 0        | 0     | 0     | 0        | 0           | ----  | 4     | 1.0      | 0        | 0           | 1        | 0     | 0        | 0        | 0     | 0        | 0     | 0        | 0.00     | 1.00    |

### 年度別打撃成績
| 年 度    | 球 団    | 試 合 | 打 席 | 打 数 | 得 点 | 安 打 | 二 塁 打 | 三 塁 打 | 本 塁 打 | 塁 打 | 打 点 | 盗 塁 | 盗 塁 死 | 犠 打 | 犠 飛 | 四 球 | 敬 遠 | 死 球 | 三 振 | 併 殺 打 | 打 率 | 出 塁 率 | 長 打 率 | O P S |
| -------- | -------- | ----- | ----- | ----- | ----- | ----- | -------- | -------- | -------- | ----- | ----- | ----- | -------- | ----- | ----- | ----- | ----- | ----- | ----- | -------- | ----- | -------- | -------- | ----- |
| 2008     | 中日     | 1     | 0     | 0     | 0     | 0     | 0        | 0        | 0        | 0     | 0     | 0     | 0        | 0     | 0     | 0     | 0     | 0     | 0     | 0        | ----  | ----     | ----     | ----  |
| 2015     | 中日     | 35    | 49    | 43    | 2     | 14    | 2        | 0        | 0        | 16    | 8     | 2     | 0        | 0     | 0     | 6     | 0     | 0     | 8     | 0        | .326  | .408     | .372     | .780  |
| 2016     | 中日     | 7     | 10    | 10    | 0     | 0     | 0        | 0        | 0        | 0     | 0     | 0     | 0        | 0     | 0     | 0     | 0     | 0     | 2     | 0        | .000  | .000     | .000     | .00   |
| NPB：3年 | NPB：3年 | 43    | 59    | 53    | 2     | 14    | 2        | 0        | 0        | 16    | 8     | 2     | 0        | 0     | 0     | 6     | 0     | 0     | 10    | 0        | .264  | .339     | .302     | .641  |

### 年度別守備成績
| 年 度 | 球 団 | 一塁  | 一塁  | 一塁  | 一塁  | 一塁  | 一塁     | 外野  | 外野  | 外野  | 外野  | 外野  | 外野     |
| 年 度 | 球 団 | 試 合 | 刺 殺 | 補 殺 | 失 策 | 併 殺 | 守 備 率 | 試 合 | 刺 殺 | 補 殺 | 失 策 | 併 殺 | 守 備 率 |
| ----- | ----- | ----- | ----- | ----- | ----- | ----- | -------- | ----- | ----- | ----- | ----- | ----- | -------- |
| 2015  | 中日  | 6     | 27    | 1     | 0     | 2     | 1.000    | 5     | 2     | 0     | 1     | 0     | .667     |
| 2016  | 中日  | 1     | 2     | 0     | 0     | 1     | 1.000    | 2     | 2     | 0     | 0     | 0     | 1.000    |
| 通算  | 通算  | 7     | 29    | 1     | 0     | 3     | 1.000    | 7     | 4     | 0     | 1     | 0     | .800     |

### 記録
投手記録
- 初登板・初出場：2008年6月1日、対埼玉西武ライオンズ2回戦（西武ドーム）、8回裏に救援登板・完了、1回無失点[14]

打撃記録
- 初打席・初安打：2015年7月11日、対広島東洋カープ12回戦（ナゴヤドーム）、6回裏に八木智哉の代打で出場、クリス・ジョンソンから中前安打[15]
- 初盗塁：同上、7回裏に二盗（投手：デュアンテ・ヒース、捕手：石原慶幸）[16]
- 初先発出場：2015年7月20日、対広島東洋カープ14回戦（MAZDA Zoom-Zoom スタジアム広島）、7番・一塁手で先発出場[17]

### 背番号
- 54 （2008年 - 2010年）
- 204 （2011年 - 2014年7月12日）
- 73 （2014年7月13日 - 同年終了）
- 69 （2015年 - 2017年）

### 登場曲
- 「Honey Bee feat. JOYSTICK」AK-69（2015年）
- 「The Red Magic」AK-69（2016年 ‐ 2017年）